# Suzano Papel e Celulose
Suzano Papel e Celulose (Suzano S.A.) er en brasiliansk producent af papirmasse og papir med hovedkvarter i Salvador, Bahia. De driver virksomhed i 80 lande og omsætter for ca. 8 mia. US $. Suzano har 8 industrianlæg i Brasilien og i alt 37.000 ansatte.